# Bayern-Ei-Skandal
Der Bayern-Ei-Skandal war ein Lebensmittelskandal, bei dem 2015 die Firma Bayern-Ei und ihr Inhaber Stefan Pohlmann durch Salmonellen-belastete Eier in die Schlagzeilen kam.  

## Aufdeckung des Skandals
Im Mai 2015 deckten der Bayerische Rundfunk und die Süddeutsche Zeitung auf, dass das Unternehmen Bayern-Ei in einen Lebensmittelskandal verwickelt war. 2014 gab es einen länderübergreifenden Salmonellenausbruch mit Hunderten Erkrankten und mindestens einem Toten.
Der Inhaber Stefan Pohlmann ist der Sohn von Anton Pohlmann, gegen den 1996 ein lebenslanges Verbot gewerblicher Tierhaltung verhängt wurde.
Die Staatsanwaltschaft geht davon aus, Stefan Pohlmann habe bereits seit Dezember 2013 gewusst, dass seine Betriebe an den niederbayerischen Standorten Aiterhofen ⊙ und Wallersdorf mit Salmonellen kontaminiert waren. Dennoch habe er rund ein Jahr lang weiter Eier ausgeliefert. Eine Warnung der Öffentlichkeit unterblieb.      
Stefan Pohlmann wurde im August 2015 wegen Verdachts auf Verstöße gegen das Lebensmittelrecht und Tierquälerei, gefährliche Körperverletzung und Körperverletzung mit Todesfolge zeitweise in Untersuchungshaft genommen.
Dem Unternehmer wird unter anderem gefährliche Körperverletzung in 187 Fällen vorgeworfen, einmal davon mit Todesfolge. Den Angaben zufolge stammen 95 Geschädigte aus Österreich, 86 aus Deutschland und sechs aus Frankreich.
Es besteht der Verdacht, dass er in der Betriebsstätte in Wallersdorf den genehmigten Tierbestand im Bestallungszeitraum vom Juli 2014 bis August 2015 bewusst überschritt, indem er 523.446 statt der genehmigten 487.500 Legehennen einstallen ließ und auf diese Weise den Stall mit Überbesatz und damit ohne Genehmigung betrieb. Durch den Überbesatz sollen den in Käfigen gehaltenen Tieren auch länger anhaltende erhebliche Schmerzen und Leiden zugefügt worden sein.

## Nach der Aufdeckung
Am 21. August 2015 wurde Sören Mohr Interims-Geschäftsführer von Bayern-Ei. Kurz darauf berichteten SZ und BR, dass er ebenfalls in der Vergangenheit gegen Lebensmittelgesetze verstoßen hatte und im September 2014 wegen katastrophaler hygienischer Zustände in seinem Betrieb verurteilt wurde.
Daraufhin wurde einen Monat nach Mohr am 23. September 2015 Peter Neugebauer neuer Interims-Geschäftsführer.
Im Dezember 2015 wurde auch ein Amtstierarzt des Landkreises Straubing-Bogen festgenommen unter dem Verdacht, das Unternehmen vor Kontrollen gewarnt haben.
Im Juni 2017 wurde der Amtstierarzt mangels Beweisen freigesprochen.
Im Februar 2017 wurde ein Untersuchungsausschuss im Landtag beschlossen, um den Verdacht zu klären, ob die Bayern-Ei-Affäre im bayerischen Umweltministerium „systematisch vertuscht wurde“.
Das aus neun Abgeordneten bestehende Gremium schloss seine Arbeit im Juni 2018 mit widersprüchlichen Einschätzungen durch CSU und SPD ab.
Nach monatelangen Verkaufsverbot produzierte das Unternehmen unter Auflagen wieder, gab jedoch zum 19. Dezember 2017 bekannt, den Geschäftsbetrieb in 2017/2018 einzustellen und das Anlagevermögen zu veräußern. Die Veräußerung der Anlagen mit zukünftiger Nutzung als Mastbetrieb für 225.000 Hühner stieß Mitte 2018 auf Widerstand der Einwohner und des Gemeinderats Aiterhofen, der das Ansinnen eines Investors einstimmig ablehnte.
Im März 2020 gab Stefan Pohlmann über seine Verteidiger zu, von der positiven Salmonellen-Probe gewusst und die Eier dennoch verkauft zu haben.

## Verfahren und Urteil
Mit Beschluss vom 12. April 2019 eröffnete das Landgericht Regensburg das Hauptverfahren gegen ihn. Da Pohlmann unter anderem Körperverletzung mit Todesfolge zur Last gelegt wurde, fand der Prozess vor der Schwurkammer statt. Die Anklage ging von Körperverletzung mit Todesfolge, gewerbsmäßigem Betrug, gefährlicher Körperverletzung sowie von lebensmittel- und tierschutzrechtlichen Verstößen aus.
Am 16. März 2020 wurde Stefan Pohlmann wegen 26 Fällen von fahrlässiger Körperverletzung und 190 Mal gewerbsmäßigen Betrugs zu einer Freiheitsstrafe von einem Jahr und neun Monaten auf Bewährung sowie rund zwei Millionen Euro Geldstrafe verurteilt. Zusätzlich verpflichtete sich Pohlmann im Rahmen der vorausgegangenen Absprache mit der Staatsanwaltschaft dazu, künftig keine Hühner mehr in Deutschland zu halten.